# يون سنغ-تشول
يون سنغ-تشول (هانغل: 윤상철) هو لاعب كرة قدم كوري جنوبي في مركز الهجوم، ولد في 14 يونيو 1965 في سول في كوريا الجنوبية. شارك مع منتخب كوريا الجنوبية لكرة القدم. أما مع النوادي، فقد لعب مع ماركوني ستاليونز ونادي سول ونيوكاسل بريكرز.

## وصلات خارجية
- يون سنغ-تشول على موقع دوري كوريا الجنوبية (الإنجليزية)
- يون سنغ-تشول على موقع قاعدة بيانات كرة القدم.إي يو (الإنجليزية)